# Louis Aleman
Louis Aleman, en occità Loís Aleman (Castell d'Arbent, senyoria de Baugé, Ain, ca. 1390 - Selon de Provença, Boques del Roine, 16 de setembre de 1450) fou un cardenal francès, bisbe de Magalona i arquebisbe d'Arle. És venerat com a beat per l'Església catòlica.

## Biografia
Loís Aleman va néixer en una família noble al castell d'Arbent, a la Senyoria de Baugé (diòcesi de Belley) en 1390. Mercès a la influència del seu parent François de Conzié, arquebisbe de Narbona i xambelà del papa, Aleman esdevingué un personatge influent a l'església occitana. Fou nomenat bisbe de Magalona en 1418 (o 1419) per Martí V, que li encarregà anar a Pavia per participar en el concili ecumènic de 1423.
El desembre de 1423 fou nomenat arquebisbe d'Arle i en 1426 fou nomenat cardenal. Va tenir un paper important al Concili de Basilea a partir de 1436: amb Giuliano Cesarini, va defensar la superioritat de l'autoritat dels concilis per sobre del papa. El 14 de febrer de 1438 el cardenal fou elegit president del concili, però el papa, l'endemà, va llençar l'anatema contra totes les decisions preses pel concili. Aleman va obtenir el suport de Segimon I del Sacre Imperi Romanogermànic i del duc de Milà. El 25 de juny de 1439, el concili va deposar el papa Eugeni IV i fou nomenat papa el duc Amadeu VIII de Savoia, que serà conegut com a antipapa Fèlix V i va provocar un nou cisma a l'Església catòlica.

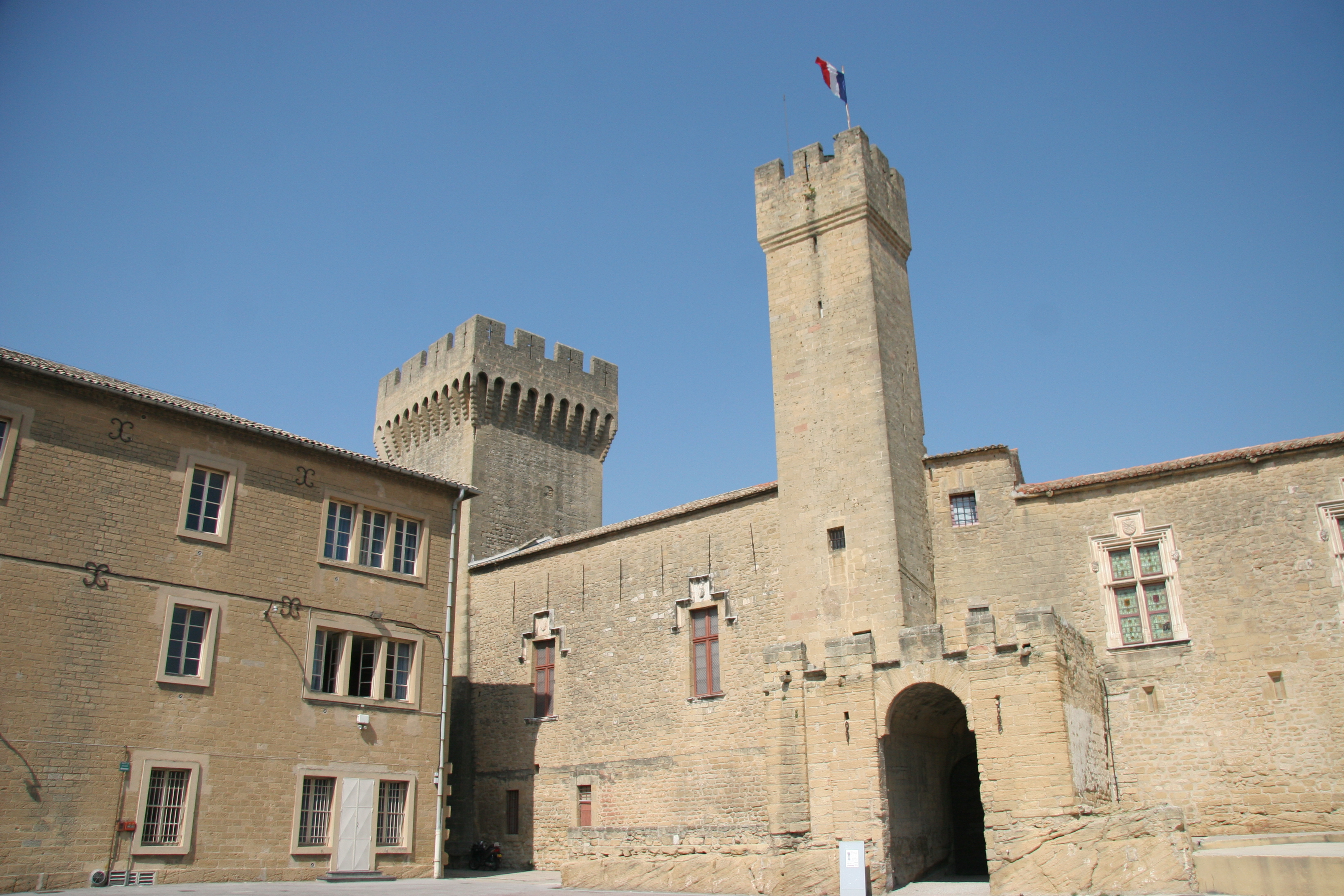
Castell de Serlon, lloc de la mort del bisbe Aleman.

Eugeni IV excomunicà l'antipapa i desposseí Louis Aleman dels seus càrrecs eclesiàstics. Finalment, per acabar amb el cisma, Fèlix V va abdicar a una assemblea a Lió (1449), aconsellat per Aleman. El nou papa Nicolau V, successor d'Eugeni IV des de 1447, va restituir Aleman als seus títols i el va nomenar legat papal a Alemanya en 1449.
En tornar-ne, Louis Aleman es va retirar a Arle, on es dedicà a la instrucció del clergat. Morí de pesta el 16 de setembre de 1450 al castell familiar de Selon de Provença.

## Veneració
La seva tomba, a la catedral de Sant Tròfim d'Arle, es convertí en comptes de pelegrinatges ja a mitjan segle xv, i se li atribuïren nombrosos miracles. Fou beatificat per Climent VII en 1527.